# Il capo perfetto
Il capo perfetto (El buen patrón) è un film spagnolo del 2021, scritto e diretto da Fernando León de Aranoa.
È stato scelto per rappresentare la Spagna alla novantaquattresima edizione dei Premi Oscar.

## Trama
Julio Blanco, carismatico proprietario di un'azienda produttrice di bilance industriali nella provincia spagnola, attende l'imminente visita di una commissione che deciderà il destino dei finanziamenti pubblici e il conferimento di un premio per l'eccellenza aziendale. Tutto dovrà essere perfetto e tutto sembra cospirare contro di lui. Lottando contro il tempo, Blanco cerca di risolvere i problemi dei suoi dipendenti onde risolvere quelli dell'azienda, superando ogni limite e dando vita a una serie di eventi inaspettati ed esplosivi, dalle conseguenze imprevedibili.

## Distribuzione
Il film è stato presentato in anteprima al Festival Internazionale del Cinema di San Sebastián il 21 settembre 2021. Distribuito da Tripictures, è successivamente uscito nelle sale spagnole il 15 ottobre 2021, mentre in Italia il 23 dicembre dello stesso anno.

## Riconoscimenti
- 2022 - Premio Goya
  - Miglior film
  - Miglior regia a Fernando Leòn de Aranoa
  - Miglior attore a Javier Bardem
  - Miglior sceneggiatura originale a Fernando Leòn de Aranoa
  - Miglior montaggio a Vanessa Marimbert
  - Miglior colonna sonora a Zeltia Montes
  - Candidatura come Miglior attore non protagonista a Fernando Albizu
  - Candidatura come Miglior attore non protagonista a Celso Bugallo
  - Candidatura come Miglior attore non protagonista a Manolo Solo
  - Candidatura come Miglior attrice non protagonista a Sonia Almarcha
  - Candidatura come Miglior attore rivelazione a Óscar de la Fuente
  - Candidatura come Miglior attore rivelazione a Tarik Rmili
  - Candidatura come Miglior attrice rivelazione a Almudena Amor
  - Candidatura come Miglior fotografia a Pau Esteve Birba
  - Candidatura come Miglior produttore a Luis Gutiérrez
  - Candidatura come Miglior sonoro a Iván Marín, Pelayo Gutiérrez, Valeria Arcieri
  - Candidatura come Miglior effetti speciali a Raúl Romanillos, Míriam Piquer
  - Candidatura come Migliori costumi a Fernando García
  - Candidatura come Miglior trucco e acconciature a Almudena Fonseca, Manolo García
  - Candidatura come Miglior scenografia a Cesar Macarrón